# Konstantīns Raudive
Konstantīns Raudive (Parròquia d'Asüne, Dagda, Letònia, 30 d'abril de 1909 - Bad Krozingen, Alemanya 2 de setembre de 1974) va ser escriptor, filòsof i psicòleg deixeble de Carl Gustav Jung. Fou també conegut per les seves contribucions a parapsicologia, especialment les referides al fenomen nomenat de les «veus electròniques».

## Investigació
El 1964, Raudive, que, després de la Segona Guerra Mundial, es va traslladar a Suècia, va llegir a Estocolm el llibre de Friedrich Jürgenson Veus des de l'espai, i impressionat amb la seva lectura, va contactar amb l'autor el 1965. Els primers esforços conjunts de tots dos a l'experimentació psicofònica van donar pocs fruits, encara que creien apreciar veus molt febles i confuses. Una nit, tanmateix, segons relata el mateix Raudive, mentre escoltava un enregistrament va percebre clarament un cert nombre de veus. Després d'escoltar la cinta una vegada i una altra, va començar a distingir les paraules d'una dona que preguntava, en alemany: «Coneixes Margarete, Konstantin?», continuant en letó: «Estem lluny. Parla!» i concloent amb una afirmació en francès: «Vés a dormir Margarete!». Raudive expressa tot seguit: Aquestes paraules van causar una profunda impressió en mi, ja que Margarete Petrautzki havia mort recentment i la seva malaltia i mort m'havien afectat sobre manera. Margarete Petrautzki havia estat durant 10 anys diligent secretària de la també escriptora bàltica Zenta Mauriņa, esposa de Raudive, i havia mort al febrer de 1965, a causa d'un càncer, amb gran tristor per part del matrimoni.
Raudive va començar al juny de 1965 la incansable experimentació psicofònica pròpia que el va fer famós i va quedar absorbit per ella al llarg dels restants nou anys de la seva vida. Amb l'ajut de diversos experts en electrònica va arribar a gravar més de 80.000 cintes d'àudio, la majoria de les quals van ser obtingudes dintre del que va descriure com «estrictes condicions de laboratori». Va col·laborar en nombroses ocasions amb els parapsicòlegs Hans Bender, catedràtic de Psicologia a la Universitat de Friburg de Brisgòvia i l'enginyer electrònic Alex Schneider, professor de Física a la Universitat suïssa de Sant Gallen i notable estudiós del fenomen psicofònic. Més de 400 persones van participar en la seva experimentació, i tots van assegurar haver constatat les veus. Raudive va donar a conèixer els seus descobriments el 1968 amb la seva obra Unhörbares wird Horbar, l'edició de la qual en anglès de 1971 sota el títol Breakthrough va atreure l'atenció internacional sobre la seva recerca. Una segona publicació, el 1973, va culminar el procés: Überleben wir den Tod? Neue Experimenti mit dem Stimmen-phänomen.
Raudive va descriure les següents característiques de les veus psicofòniques, que, sense causa empíricament detectable, apareixen gravades en cinta magnètica per un procediment que continua sent també desconegut per als investigadors:
- Les entitats parlen molt ràpid, amb una barreja de llengües, de vegades fins a cinc o sis en una única frase.
- Parlen a un ritme característic, el que sembla forçat en elles pel sentit de la comunicació que empren.
- El mode rítmic del discurs imposa una frase o oració escurçada, d'estil telegràfic.
- Probablement a causa d'aquestes restriccions, les regles gramaticals són sovint obviades i abunden els neologismes.

Pel que fa a la causa del «fenomen de les veus», Raudive va ser defensor de la hipòtesi nomenada «transcendental», considerant per complet inadequada la hipòtesi, també considerada a la resta del camp parapsicològic, que aquests enregistraments puguin ser efecte de presumptes capacitats mentals inconscients dels operadors (hipòtesi nomenada «animista»).

## Memorial
La localitat de Asūne, al sud-est de Letònia, allotja el Memorial Room of Konstantīns Raudive, que reuneix textos i objectes relatius a la vida i obra d'aquesta personalitat.